# They Don't Care About Us
 Der er for få eller ingen kildehenvisninger i denne artikel, hvilket er et problem. Du kan hjælpe ved at angive troværdige kilder til de påstande, som fremføres i artiklen.

"They Don't Care About Us" er en hit-single fra 1996 af Michael Jackson fra hans HIStory-album. 

## Musikvideo
Der blev optaget to musikvideoer. Den første musikvideo var meget kontroversiel og foregik i et fængsel. Videoen blev trukket tilbage da den indeholdte voldelige klip af politivold. Den anden musikvideo var også kontroversiel, men var mere acceptabel. Den var optaget i Brasilien.
I sangen er der en hilsen til både tidl. præsident Franklin Roosevelt og borgerrettighedsforkæmperen Martin Luther King.
Sangen er siden hen også brugt som baggrundsmusik til frihedsvideoer fra demonstrationerne i Iran i forbindelse med valget 2009, hvor anklagerne om valgsvindel var markante. På tilsvarende måde er "Cry" fra Invincible brugt.

## Trivia
- Sangen bragte en del ballade med sig da den blev udgivet pga. følgende vers "Jew Me, Sue Me, Kick Me, Kike Me". Michael blev beskyldt for anti-semitisme, hvilket Michael overhovedet ikke mente var tilfældet. Michael brugte blot udtrykkene for at understrege hvordan folk kategoriserer andre ved race, og mente intet hadfuldt med det. Efter pres fjernede han helt verset og genudgav singlen.

| Musik | Spire Denne musikartikel er en spire som bør udbygges. Du er velkommen til at hjælpe Wikipedia ved at udvide den. |